# Live from Le Cabaret
Live from Le Cabaret – trzeci album koncertowy amerykańskiego zespołu pop-rockowego Maroon 5. Materiał na album został nagrany podczas koncertu zespołu 13 czerwca 2007 roku w Montrealu. Płyta trafiła do sprzedaży w Stanach Zjednoczonych w dniu 20 lipca 2008 roku. Album zawiera dwanaście utworów z dwóch pierwszych albumów zespołu dostępnych na dysku CD, zaś na dysku DVD dostępne są utwory z drugiego albumu It Won't Be Soon Before Long. Album dotarł do 117 miejsca na liście Billboard 200.

## Lista utworów
1. „If I Never See Your Face Again”  – 4:14
2. „Makes Me Wonder” – 4:36
3. „Harder to Breathe” – 2:54
4. „The Sun” – 8:21
5. „Secret” – 5:38
6. „Shiver” – 5:28
7. „Won't Go Home Without You” – 3:40
8. „Sunday Morning” – 5:47
9. „Little of Your Time” – 3:42
10. „Sweetest Goodbye” – 11:27
11. „She Will Be Loved” – 4:41
12. „This Love” – 5:09